# Domingo Martínez de Irala
Domingo Martínez de Irala y Albisúa (Vergara, Corona de Castilla, 1509 - Asunción del Paraguay, Virreinato del Perú, 3 de octubre de 1556) fue un conquistador español, explorador y colonizador que, como lugarteniente de Juan de Ayolas, fue nombrado interinamente hasta que regresara como teniente de gobernador de La Candelaria en 1537, y que luego lo sería de hecho, y posteriormente elegido por el pueblo según real cédula, como teniente de gobernador general de Asunción.
Ocupó tres veces el cargo de gobernador interino del Río de la Plata y del Paraguay, en los períodos de 1539 a 1542, de 1544 hasta 1548 y por último desde 1549. El emperador Carlos V lo nombraría definitivamente como titular en el cargo gubernamental en el año 1555, que lo ostentaría hasta su fallecimiento. En 1543 fundó en el Chaco Boreal el Puerto de los Reyes, a orillas del río Paraguay y del pantano de los Jarayes, sobre las costas de la laguna La Gaiba.

## Biografía hasta las fundaciones de la primera Buenos Aires y del puerto de la Candelaria

### Origen familiar y primeros años

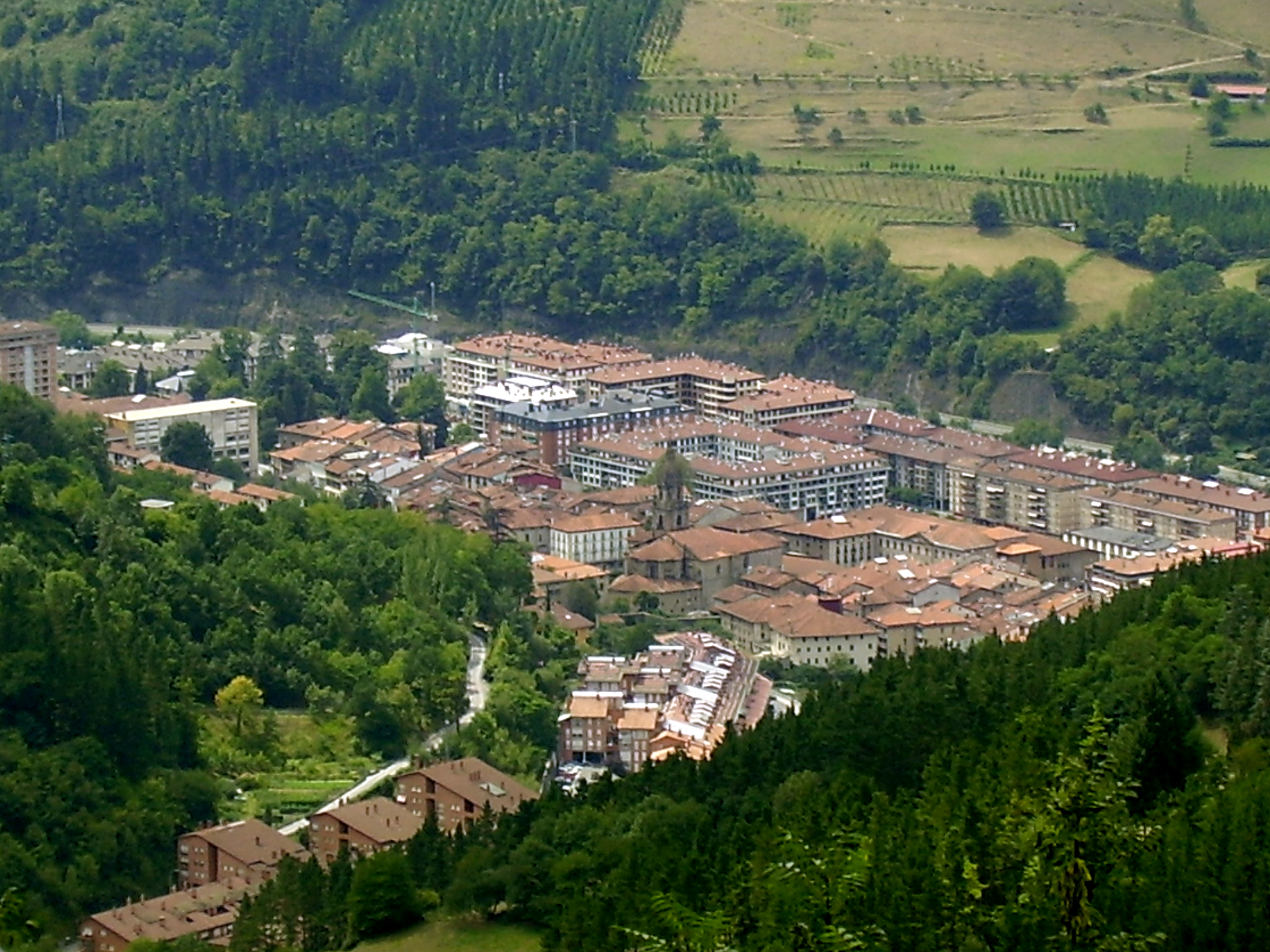
Vergara en Guipúzcoa, donde nació el Capitán Irala.

Domingo Martínez de Irala había nacido en el año 1509 en la villa vasca de Vergara, en Guipúzcoa, dentro de la jurisdicción de Castilla la Vieja que formaba parte de la Corona homónima hasta 1516, ya que por la autoproclamación del rey Carlos I, pasó a ser de la Corona española.
Era hijo de los hidalgos Martín Pérez de Irala, escribano real  (n. ca. 1479) y de Marina de Albisúa y Toledo (n. ca. 1489).
Tuvo cinco hermanos, declarados en el primer testamento realizado por su padre, el 1 de diciembre de 1516, ellos fueron:
- Domingo, claro está, a quien llama Chomin.

- Pedro, a quien llama Perico, el hijo mayor y único hermano varón de Domingo, falleció probablemente muy joven, ya que en el segundo testamento, realizado en forma conjunta por sus padres, el 30 de mayo de 1529, ya no figura.

- María, a quien llama Chariaco, la mayor de las hijas mujeres, se casó con el oidor de los Comptos reales y Finanzas de los Ejércitos imperiales del Emperador Carlos V en Italia, Juan de Marutegui y Azcárate, a quien el Conquistador consideró como su hermano.

- Gracia, a quien llama Chaji o Chari, segunda hija mujer, se casó con Pedro Martínez de Zabala.

- Domenja, a quien llama Chomen, se casó con el comerciante Pedro Pérez de Arimendi.

- Marina, como su madre, a quien llama Charingo. Se casó con Juan Martínez de Arguizain y Egoza.

### Viaje a Sudamérica y origen de la primera Buenos Aires y La Candelaria
En el año 1535, se enroló en la expedición de Pedro de Mendoza, de quien fue secretario, y dicha expedición, hasta ese momento, se convirtió en la más grande y numerosa que salió desde España hacia América, es así que parte rumbo al Río de la Plata y el Paraguay, renunciando a la licencia y facultad de mayorazgo – dada por el mismo Rey Carlos I de España y V del Sacro Imperio Romano Germánico, lo cual reflejaría el reconocimiento de la corona española hacia la familia Martínez de Irala y sus méritos – que habilitaba a sus padres a otorgarle testamento de todos sus bienes, rentas, censos, casas, heredamientos, etc. Dejando atrás, también, su carrera en la profesión de escribano. 
Participó al año siguiente en la primera fundación de Buenos Aires y a las órdenes de Mendoza peleó contra los aborígenes. Exploró junto a Juan de Ayolas el río Paraná y el río Paraguay.

## Cargos de teniente de gobernador general de gobernación

### Teniente de gobernador general de la Candelaria
Fue nombrado el 2 de febrero de 1537 lugarteniente de Ayolas en el «Puerto de La Candelaria» —en las cercanías de la actual Bahía Negra— o mejor dicho, se convertiría en el teniente de gobernador general de La Candelaria, donde quedó como capitán de la gente y barcos que quedaban en ese puerto, mientras su jefe se dirigía tierra adentro para seguir explorando y poder encontrar las míticas «Sierras de la Plata» y las «amazonas».

### Teniente de gobernador general de Asunción

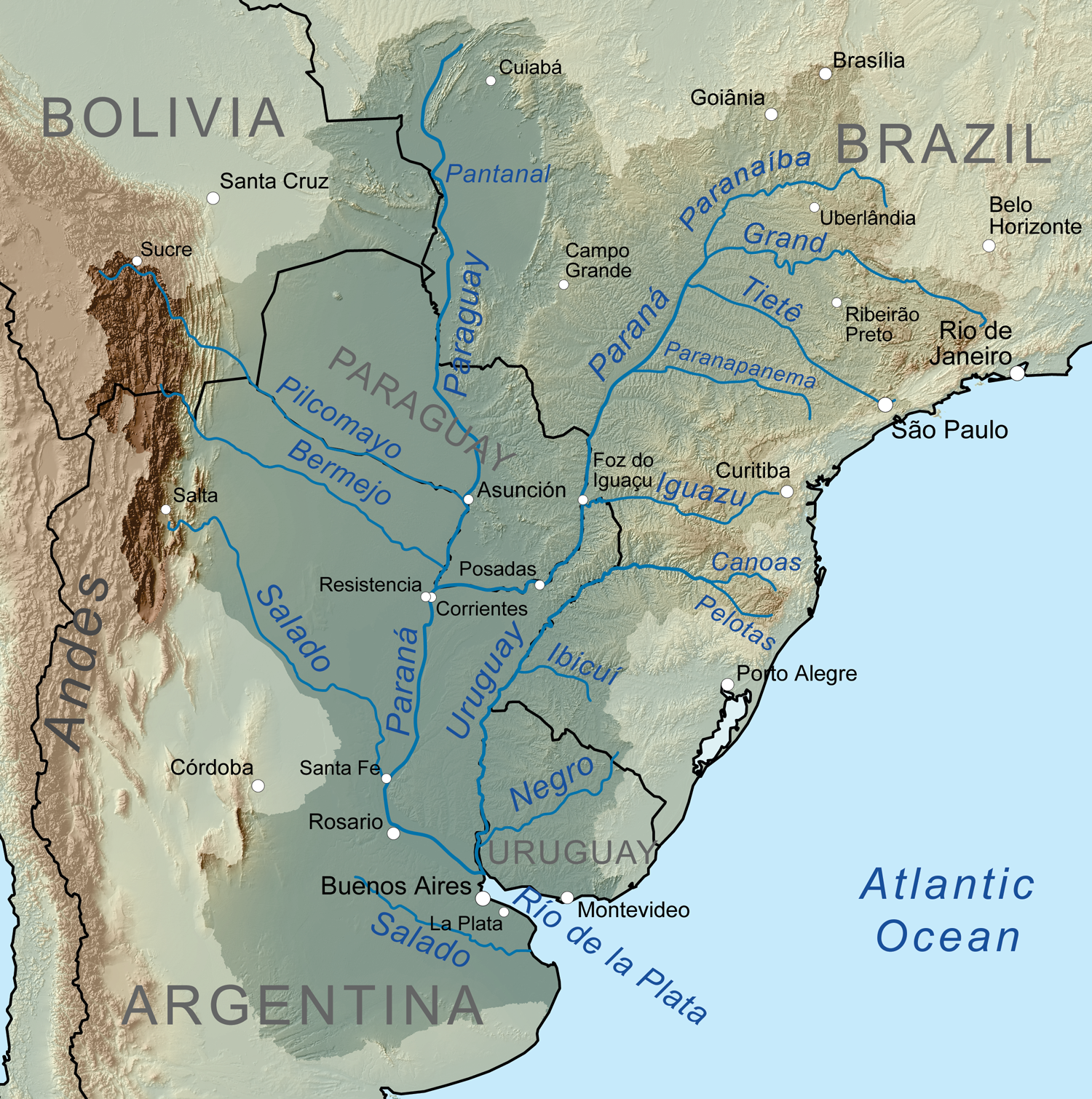
Luego de ayudar a fundar Buenos Aires, Irala exploró los ríos Paraná y Paraguay.

Como era incierta la suerte corrida por Ayolas, del que se tenía noticias que había sido asesinado por los indios payaguás, el veedor Alonso de Cabrera había marchado, a principios de mayo, desde la primera Buenos Aires hacia la ciudad de Asunción con el otro pretendiente a la gobernación, el capitán Francisco Ruiz Galán quien fuera nombrado por el anterior adelantado como teniente de gobernador de Buen Ayre, Corpus Christi y Buena Esperanza.
El 23 de junio de 1539, Cabrera pudo comprobar efectivamente el poder entregado por Juan de Ayolas a Martínez de Irala, por lo que dispuso en forma definitiva fuera reconocido este último como legítimo gobernador interino y capitán general de todas las tierras del Río de la Plata y del Paraguay con sede en Asunción —la cual había sido fundada el 15 de agosto de 1537 por el capitán Juan de Salazar y Espinosa— que Martínez de Irala con la ayuda de los demás conquistadores fortificó y aumentó la guarnición de la misma hasta seiscientos hombres.

## Gobernador interino del Río de la Plata y del Paraguay

### Decisión imperial a través de su enviado Cabrera
La decisión fue acatada por toda la población ya que esta resolución era consecuencia de la voluntad del emperador que había enviado secretamente con el veedor Cabrera una real cédula con connotaciones democráticas para que sea el pueblo quien decidiese.

### Llegada del sucesor y nuevo adelantado Núñez Cabeza de Vaca

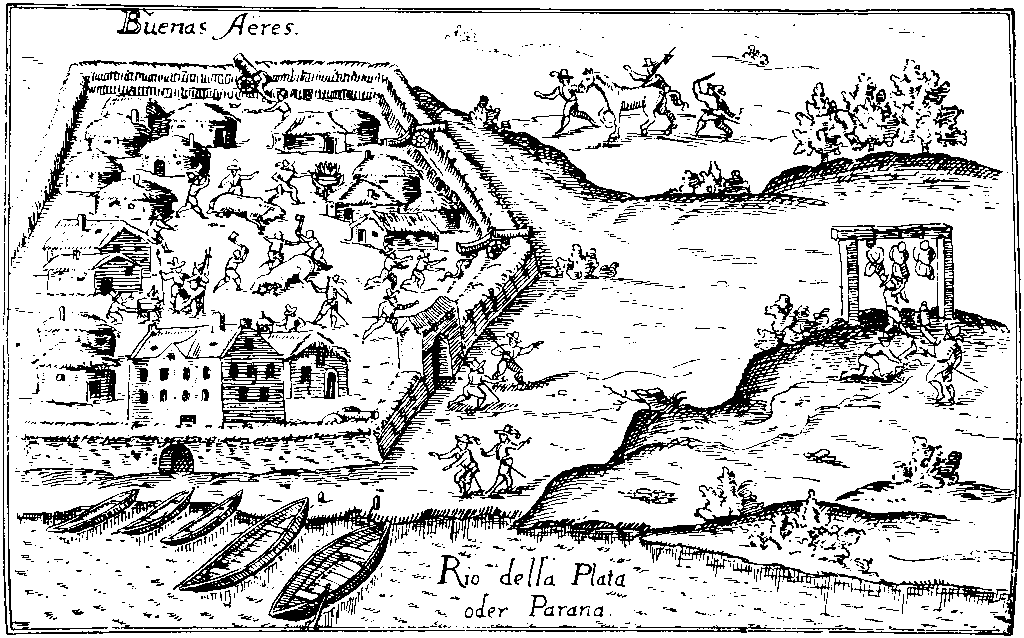
Buenos Aires, en su primera fundación en 1536, hasta 1541.

Al llegar el nuevo adelantado Álvar Núñez Cabeza de Vaca en 1542, las autoridades se negaron en un principio a entregar el gobierno al mismo, aduciendo que Juan de Ayolas estaba vivo y por lo tanto, seguía Irala en el mando por ser su lugarteniente, situación que no se podía mantener debido a las provisiones que traía el adelantado, por lo cual, se le debía entregar el mando aunque Juan de Ayolas siguiese con vida.
Al acatar la real provisión, Martínez de Irala fue nombrado maestre de campo por el adelantado y partió al frente de una expedición ordenada por este, en busca de la sierra de la Plata. Durante la misma, Martínez de Irala conspiró secretamente contra el nuevo adelantado en varias ocasiones.

### Fundador de la ciudad Puerto de los Reyes
El 6 de enero de 1543 en la Región chaqueña Irala fundó la ciudad de «Puerto de los Reyes», a orillas del río Paraguay y de la Laguna de Jarayes, sobre las costas de la laguna La Gaiba, luego desde aquí llegó en sus exploraciones hasta el Alto Perú, donde ya otros españoles habían conquistado aquellas tierras. El 26 de noviembre del corriente arribó el adelantado a la nueva población y procedería a hacer una exploración por la región para regresar al puerto el 16 de diciembre del mismo año.
Al año siguiente, el 23 de marzo de 1544 el adelantado consultó a sus capitanes sobre el hecho de abandonar la nueva población o continuar habitándola, por lo cual decidirían por lo primero y partieron todos del Puerto de los Reyes, y llegarían enfermos y cansados el 8 de abril a la ciudad de Asunción, por lo cual, el gran salto al cerro de la Plata y al río Amazonas había fracasado por culpa de las epidemias, las inundaciones, de los aborígenes belicosos y de las intrigas de Irala, Andrés de Cabrera y demás oficiales.

## Restauración de la gobernación interina por deportación del adelantado

### Segundo interinatos por detención y deportación del adelantado Núñez Cabeza de Vaca
El 26 de abril del mismo año consiguió deponer al adelantado con una rebelión de sus parciales en la que él astutamente se mantuvo al margen ya que Martínez de Irala se encontraba enfermo al tiempo de la deposición del mismo y solo pudieron resolverse los antagonismos entre las diversas facciones de Asunción gracias a su buen tino. Los oficiales reales que depusieran al adelantado opinaban de la siguiente manera:

"El adelantado Cabeza de Vaca gobernaba tiránicamente, excediéndo en todo la orden de S. M."

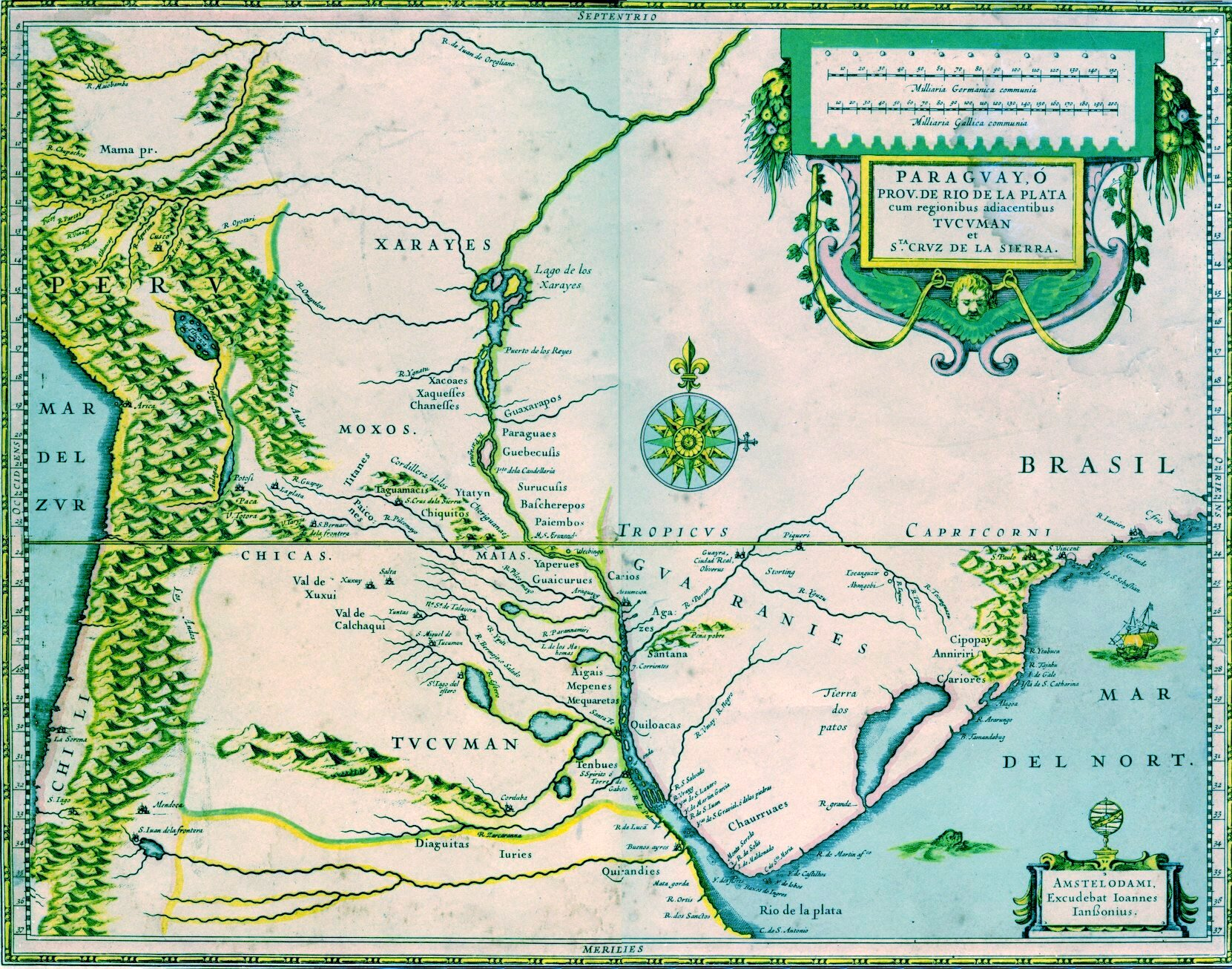
Virreinato del Perú con las gobernaciones del Tucumán y del Río de la Plata y del Paraguay, mostrando la ubicación del Puerto de La Candelaria y del Puerto de los Reyes, en un mapa de 1600.

Por lo cual, efectuaron una votación en la que Martínez de Irala fue nuevamente escogido. Irala dispuso enviar al adelantado a la Península, donde fue juzgado y sentenciado, privado de oficio y desterrado a Orán, aunque más tarde sería liberado.

### Rebelión aborigen y expedición al Gran Chaco
En el mismo año, las tribus locales se rebelaron ferozmente contra los españoles mientras estos se hallaban en un conflicto interno por el cargo de gobernador. Aprovechando tal situación los guaraníes, agaces y carios marchaban hacia Asunción con 15.000 hombres al mando del jefe Macaria y al llegar acamparon en sus cercanías. Irala los enfrentó con 300 españoles y 1.000 a 1.500 jheperús y bataheis. Tras tres horas de lucha los rebeldes fueron forzados a huir caóticamente, produciéndose más de 2.000 bajas aborígenes y muchos más heridos.
Durante la persecución los vencidos se refugiaron en el pueblo fortificado de Froedimidiere, que luego de tres días de asedio, los españoles lo tomaron masacrando a los defensores y pobladores, tras esto, algunos huyeron a Carayba que no pudo ser tomada. Otros sobrevivientes huyeron a Hieruquizaba pero antes de llegar fueron derrotados por los jheperús. Posteriormente entre junio de 1545 y diciembre de 1546 el jefe Tabere de los carios organizó una nueva rebelión con su tribu y los guaraníes en las zonas de Guarnapitán y Acaraíba (o Acahaí) hasta su captura y muerte en Hieruquizaba.
En 1545, Irala se embarcó en la expedición exploradora por el Chaco Boreal, quedándose en su puesto el lugarteniente Francisco de Mendoza, y preparó la campaña contra los guaraníes, además de descubrir la tierra de los sabayas. Hacia 1547 organizó una nueva expedición, con la intención de conseguir un apoyo por parte de Pedro de la Gasca, y así establecer una comunicación entre Asunción y el Perú.
La tardanza de Irala en regresar de la expedición originó una disputa política sobre quién se haría cargo del gobierno en caso de que se confirmara su desaparición o muerte. Se habían producido grandes disturbios, y los rebeldes habían decapitado a Francisco de Mendoza, a quien Irala había dejado provisoriamente en el cargo. El poder fue tomado por Diego de Abreu, nombrándose teniente de gobernador general de Asunción. Al regresar Irala con vida, fue repuesto en su cargo por mayoría el 13 de marzo de 1549. Abreu, con un pequeño grupo de soldados, huyó a la selva, e Irala nombró como su segundo a su yerno Gonzalo de Mendoza.

### Confirmación real de título de gobernador
Tras recuperar el poder, se internó hacia el Oeste en una expedición de desastrosos resultados. En 1554, envió a Madrid a su sobrino Esteban de Vergara, para que diese cuenta al rey de sus servicios y vicisitudes y, en recompensa, el rey le nombró gobernador del Río de la Plata.
Finalmente sería confirmado por Real cédula portada por el obispo Pedro Fernández de la Torre en 1555, la cual por mandato del emperador Carlos V ocuparía como titular en el cargo de gobernador-propietario del Río de la Plata y del Paraguay, después de haber fracasado la Corona en todos sus intentos de enviar a un adelantado para ocupar el cargo vacante, ya que Juan de Sanabria había fallecido en la península y su hijo heredero Diego de Sanabria no logró llegar a destino, aunque sí pudiera hacerlo su madrastra Mencia Calderón que traía a las primeras mujeres hidalgas al Nuevo Mundo para iniciar una aristocracia colonial americana.

### Fallecimiento
El emperador también le había prohibido continuar con las empresas descubridoras, por lo cual fundó varias poblaciones y emprendió diversas obras. Finalmente, el gobernador Domingo Martínez de Irala fallecería el 3 de octubre de 1556 en la ciudad de Asunción, como consecuencia de una fiebre elevada.

## Concubinatos y descendencia

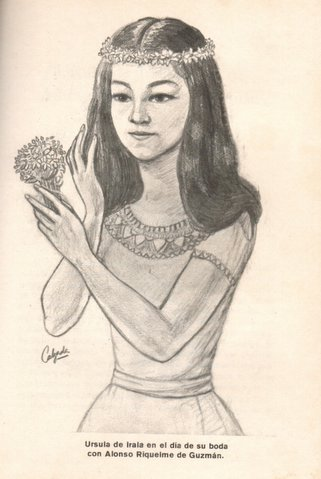
Representación moderna de Úrsula de Irala, una de las primeras mestizas del Paraguay, hija del gobernador y de su sirvienta guaraní Leonor «de América».

Irala no solo convivió con varias concubinas desde el inicio de la ocupación de Asunción, sino que además permitió que los españoles también vivieran cada uno de ellos con varias mujeres indígenas, lo que le valió la crítica de las autoridades religiosas, quienes para calumniar al gobernador ante el rey, llegaron a comentarle que llamaban a la Asunción el «paraíso de Mahoma». Sin embargo, esta permisividad fue el modo que halló Irala para concertar la paz con diferentes parcialidades indígenas, y en ello fue exitoso.
Consecuentemente tuvo gran descendencia mestiza, que fue base de la población de esa parte de América. Sus hijas fueron entregadas en matrimonio a diferentes conquistadores también con el espíritu de establecer alianzas y equilibrios entre las distintas facciones cuya existencia caracterizó a la primitiva Asunción.
El testamento del conquistador del 13 de marzo de 1556 expresa lo siguiente:

"Digo y declaro y confieso que yo tengo y Dios me ha dado en esta provincia ciertas hijas y hijos que son: Diego Martínez de Irala y Antonio de Irala y doña Ginebra Martínez de Irala, mis hijos, y de María mi criada, hija de Pedro de Mendoza, indio principal que fue desta tierra; y doña Marina de Irala, hija de Juana mi criada; y doña Isabel de Irala, hija de Águeda, mi criada; y doña Úrsula de Irala, hija de Leonor, mi criada; y Martín Pérez de Irala, hijo de Escolástica, mi criada; e Ana de Irala, hija de Marina, mi criada; y María, hija de Beatriz, criada de Diego de Villalpando, y por ser como yo los tengo y declaro por mis hijos y hijas y portales he casado a ley y a bendición, según lo manda la Santa Madre Iglesia [...] "

Por lo que se concluye que con los siguientes concubinatos procrearía una vasta descendencia reconocida:
1. ) Con la guaraní María de Mendoza, una hija del cacique Pedro de Mendoza, hubo tres hijos: 
  1. Diego de Irala. Teniente Gobernador de Corrientes (1602) Casó con Lucía Álvarez y con descendencia en Santa Fe, Argentina.
  2. Antonio  de Irala.
  3. Ginebra de Irala. Ginebra casó con el capitán español Pedro de Segura Zabala y con descendencia en Chuquisaca, Bolivia.
2. ) Con la guaraní Juana tuvo a Marina de Irala. Casada con Francisco Ortiz de Vergara.
3. ) Con la guaraní Águeda[21]hija del cacique Karakará tuvo a Isabel de Irala[21] que se unió con el conquistador Pedro de la Puente[21] y con quien concibiera al futuro gobernador interino Pedro Hurtado de Mendoza.[21]Además se casó con otro conquistador Gonzalo de Mendoza con descendencia en Asunción como Juana Pabla Carrillo, Francisco Solano López y Juan Bautista Gaona.
4. ) Con la guaraní Leonor tuvo a Úrsula de Irala. Casada con Alonso Riquelme de Guzmán, de quienes nació el historiador Ruy Díaz de Guzmán y otros hijos con descendencia en Corrientes y Buenos Aires, Argentina.
5. ) Con la guaraní Escolástica hubo a Martín Pérez de Irala.
6. ) Con la guaraní Marina concibieron a Ana de Irala. Casada con el asunceno Juan Fernández de Enciso y con descendencia en Buenos Aires, Argentina.
7. ) Con la guaraní Beatriz tuvo a María de Irala.

Según el genealogista Narciso Binayán Carmona, el conquistador español Domingo Martínez de Irala tuvo gran descendencia mestiza  guaraní, cuyas hijas fueron entregadas en matrimonio a diferentes conquistadores, de cuya estirpe descienden muchos de los próceres de Mayo y grandes personajes argentinos y paraguayos como ser:
Mariano Moreno, Manuel Belgrano, Juan Francisco Seguí, Juan Francisco Tarragona, Remedios de Escalada de San Martín, José Gaspar Rodríguez de Francia, Juan Antonio Álvarez de Arenales, José Evaristo Uriburu, José Félix Uriburu, Victoria Ocampo, Bernardo de Irigoyen, Saturnina Otálora –segunda mujer de Cornelio Saavedra–, Carlos Saavedra Lamas, Manuel Quintana, Francisco Solano López, Joaquín Samuel de Anchorena, Alfredo Stroessner, Julio César Saguier, Jorge Luis Borges, Adolfo Bioy Casares y el Che Guevara.

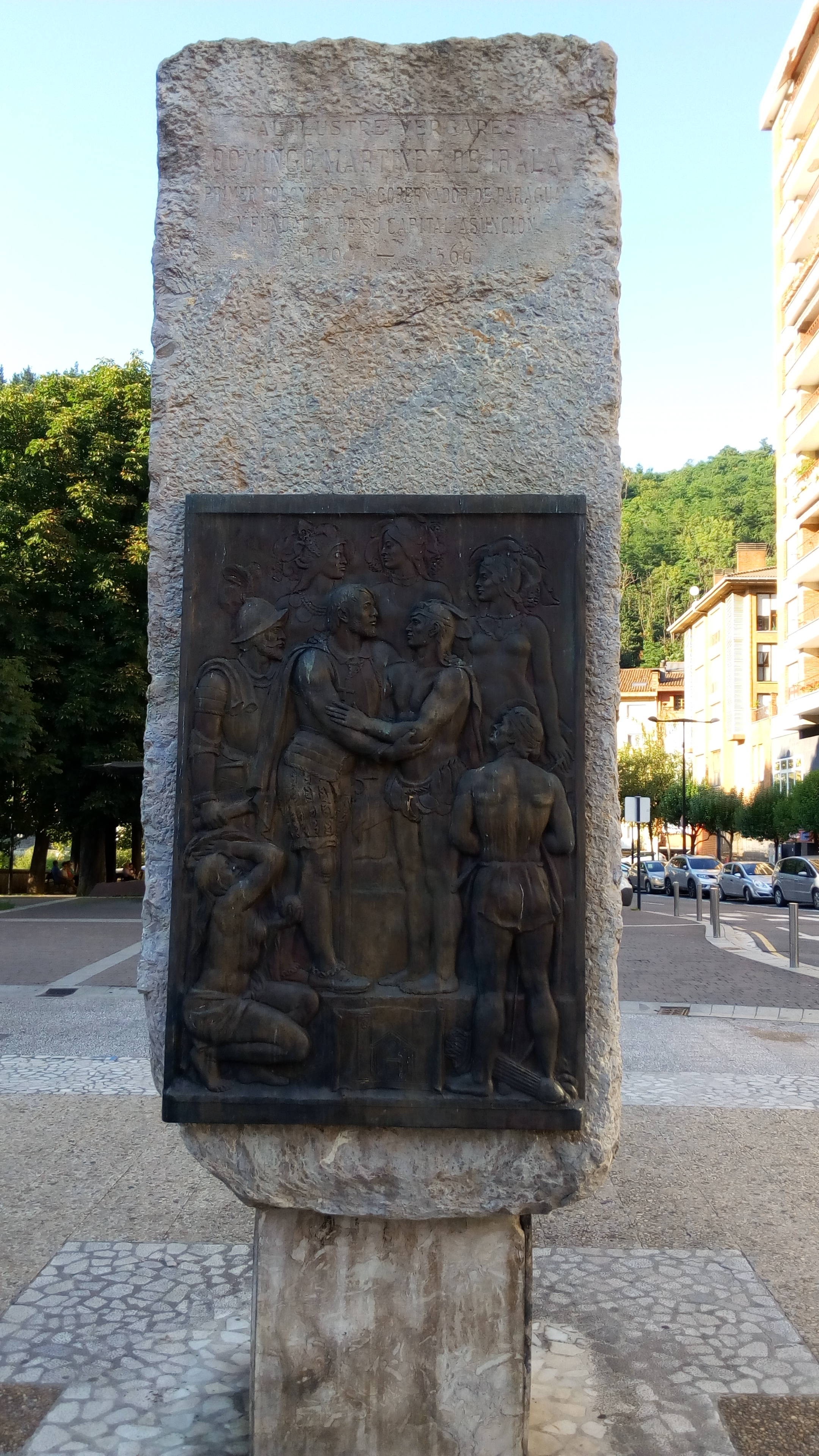
Monolito en homenaje a Domingo Martínez de Irala en la localidad de Vergara, de donde era oriundo.

## Homenajes
En la actualidad una localidad de la República Argentina se llama en su honor: Irala, perteneciente al Partido de Bragado de la Provincia de Buenos Aires.
En su localidad natal, Vergara, se ubica este monolito en la plaza Fraiskozuri.